# Hans Veerman
Hans Veerman est un acteur néerlandais né le 14 mars 1933 à Hilversum et mort le 25 janvier 2014 à Utrecht.

## Filmographie partielle

### Au cinéma
- 1979 : Un homme, deux femmes (Twee vrouwen) de George Sluizer : le père de Sylvia
- 1980 : Spetters de Paul Verhoeven : Eef's vader
- 1983 : L'Ascenseur (De lift) de Dick Maas : Baas Rising Sun
- 1983 : Le Quatrième Homme de Paul Verhoeven : Begrafenisondernemer
- 1985 : La Chair et le Sang de Paul Verhoeven : Père George
- 1985 : Parfait amour de Jean van de Velde : Man bij projector
- 1985 : De Dream de Pieter Verhoeff : Commissaris van politie
- 1986 : Les Gravos (Flodder) de Dick Maas : Generaal
- 1989 : Maman ! Dessine-moi un papa (Mijn vader woont in Rio) de Ben Sombogaart : Gijs
- 2001 : Monte Carlo de Norbert ter Hall : le propriétaire du garage

### À la télévision
- 1989-1994 : Medisch Centrum West
- 2006 : Goede tijden, slechte tijden